# Relaciones Chile-Costa de Marfil
Las relaciones Chile-Costa de Marfil son las relaciones internacionales entre la República de Chile y la República de Costa de Marfil.

## Historia

### sigloXX
Las relaciones diplomáticas entre Chile y Costa de Marfil fueron establecidas el 8 de marzo de 1979. En 1985, Chile designó a Luis Winter como embajador residente en Yamusukro, el cual ejerció su cargo hasta 1991. Chile no ha vuelto a designar un embajador residente en Costa de Marfil desde entonces.

## Misiones diplomáticas
- La embajada de Chile en Ghana concurre con representación diplomática a Costa de Marfil.[3]
- La embajada de Costa de Marfil en Brasil concurre con representación diplomática a Chile.[3] Asimismo, Costa de Marfil cuenta con un consulado honorario en Santiago de Chile.[4]